# جروبا لوتوس

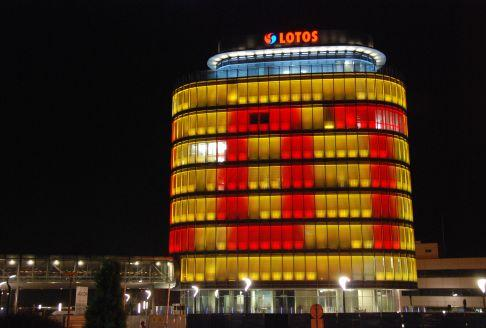
مقر Grupa Lotos في غدانسك ، بولندا

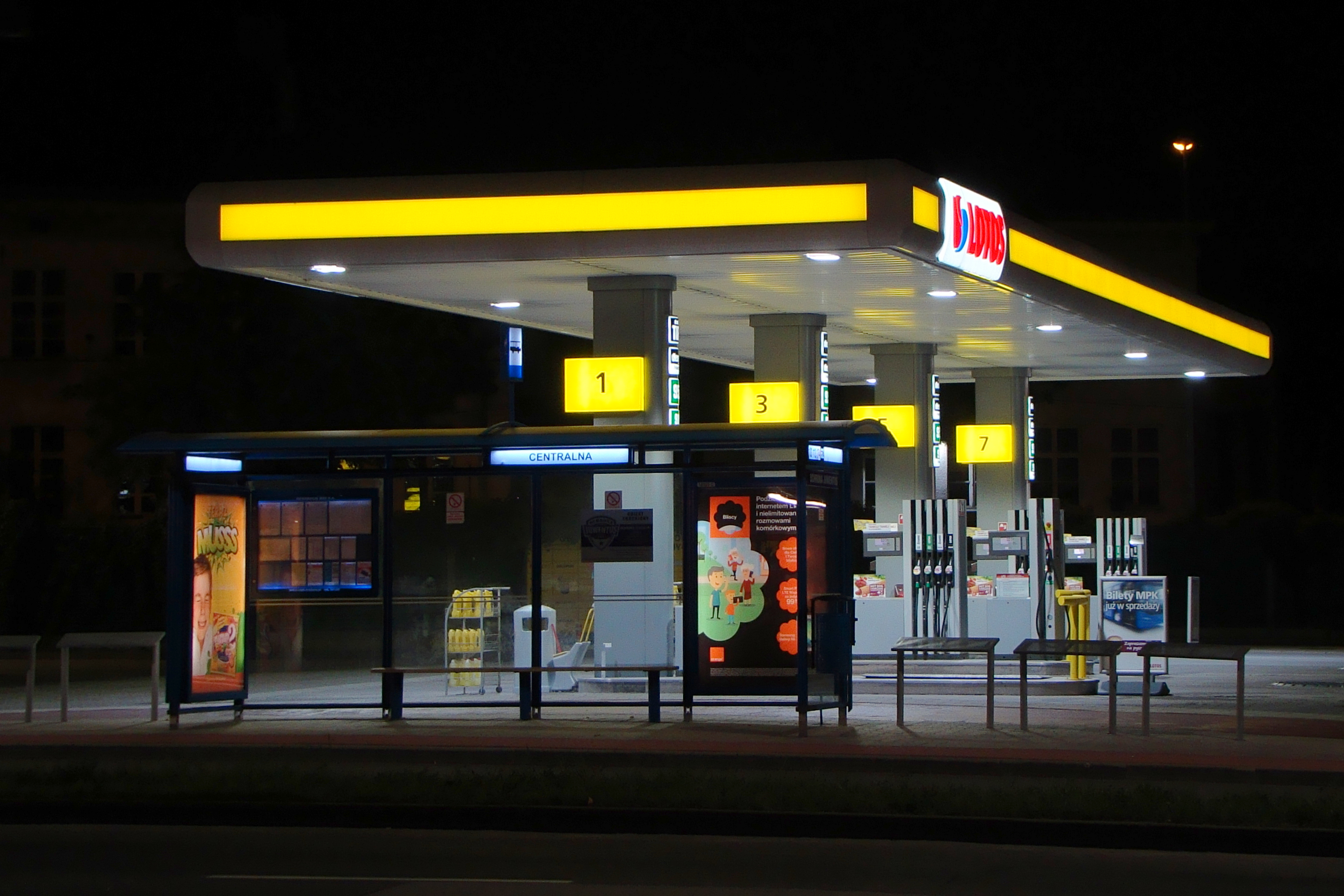
محطة وقود Lotos في كراكوف ، جنوب بولندا

جربوا لوتوس هي شركة نفط متكاملة رأسياً ومقرها في غدانسك ، بولندا . الشركة مدرجة في مؤشر البولندية ويج 30 . فروع نشاطها الرئيسية هي: إنتاج النفط الخام وتكرير وتسويق المنتجات النفطية. الشركة رائدة في مجال زيوت التشحيم في السوق البولندية . [بحاجة لمصدر] وهي شركة منتجة للبنزين الخالي من الرصاص والديزل وزيوت الوقود ووقود الطائرات ومواد التشحيم الصناعية والمحركات والبيتومين والشمع.
- Paliwa
- النفط
- Asfalt
- likwidacji
- Petrobaltic
- Norge
- Infrastruktura
- Terminale
- Kolej
- مختبر
- Ochrona
- Serwis
- Geonafta

## سعة
مصفاة غدانسك ، المملوكة للشركة ، تقوم بتكرير 6 ملايين طن من النفط الخام سنويا. في عام 2005 ، باعت جربوا لوتوس القابضة أكثر من 5.7 مليون طن من المنتجات القائمة على النفط الخام.  

## تطوير
تهدف إستراتيجية الشركة أساسًا إلى: إنجاز برنامج استثمار مصفاة غدانسك (10+ برنامج) ، وتطوير نشاط إنتاج النفط الخام وزيادة نمو الأسهم في سوق التجزئة بالجملة وبنزين الجملة.  

## روابط خارجية
- جروبا لوتوس - الموقع الرسمي للشركة